# Kvantita
Kvantita či množství je údaj, odpověď na otázku „kolik?“ (latinsky quantum?), „jak mnoho?“ – podobně jako kvalita odpovídá na otázku „jaký?“ (latinsky qualis?) V jazyce se vyjadřuje příslovcem, číslovkou (sedm, tři a půl, několik, mnoho…), případně symbolem čísla (např. 17; 16,99; 7/8; 2π; XVI atd.).
Kvantity vznikají odhadem, počítáním a nejčastěji měřením. Kvantita a kvalita jako kategorie se vyskytují od Aristotela až po Kanta. Pojem kvantity se nejprve užíval v jazykovědě, v poetice a v hudební teorii, kde označuje délku hlásky, slabiky (krátká – dlouhá) nebo tónu. V logice znamená kvantita pojmu jeho rozsah (extenzi), kvantita soudu rozlišuje, zde se týká jednoho, některých nebo všech prvků; odtud také označení kvantifikátor.

## Kvantita ve vědě
Počítáním podobných předmětů (událostí atd.) vznikají kvantity diskrétní, celočíselné, kdežto měřením velikosti kvantity spojité. Ve středověku proniká pojem kvantity do přírodních věd (Roger Bacon, Nicolas d'Oresme) a Mikuláš Kusánský kolem roku 1435 poprvé navrhuje, aby se věda věnovala především systematickému měření, zejména vážení různých látek. Z porovnávání vah se může podle něho dozvědět víc a hlavně spolehlivěji než zkoumáním smyslově poznatelných kvalit.
Tento program soustavného měření, který pak zahájili vědci 16. a 17. století, jim umožnil formulovat i fyzikální otázky a hypotézy matematicky. René Descartes odlišil smyslovou skutečnost tím, že jí přisoudil rozlehlost, tedy měřitelnou kvantitu, na rozdíl od „myslící věci“, která rozlehlá není. Velké úspěchy této „nové vědy“ (Galileo Galilei), která kvality tíže a síly nahradila měřitelnou vahou, vedly ke snaze převádět i další kvality na měřitelné čili kvantitativní veličiny. Postupně se tak podařilo měřit a tedy kvantifikovat např. čas, teplotu, tlak, výšku tónu, barvu, tvrdost a další, až se během 19. století přírodní vědy začaly „kvalitám“ úplně vyhýbat a věnovat se pouze tomu, co se dá měřit. Zároveň se rychle rozvíjely i nejrůznější měřicí metody, standardizace jednotek a metod, statistické metody zpracování měření a podobně. Od začátku 20. století pronikají kvantitativní metody do dalších a dalších věd, například sociologie, psychologie, jazykovědy, politologie. Jejich kvantity vznikají obvykle statistickým zpracováním hromadných dat a od poloviny 20. století také z modelů.
Hlavní předností kvantitativního zkoumání je reprodukovatelnost a tedy také ověřitelnost (případně vyvratitelnost) číselných výsledků. Pokud se z nich podaří vhodnou hypotézou odvodit nějakou zákonitost, může pak sloužit i k předvídání budoucích událostí a k cílevědomému ovládání „přírodních sil“, jak si to představoval už Francis Bacon nebo René Descartes. Kvantitativní zkoumání ovšem potřebuje také hypotézy, které určují, co a jak měřit, a potom řídí interpretaci výsledků.